# George Antheil
George Antheil (ur. 8 lipca 1900 w Trenton, zm. 12 lutego 1959 w Nowym Jorku) – amerykański kompozytor, pianista i wynalazca.

## Życiorys
Urodził się 8 lipca 1900 roku w Trenton jako Georg Johann Carl Antheil, syn niemieckich imigrantów z Pomorza – właścicieli sklepu obuwniczego. Po wybuchu I wojny światowej postanowił odrzucić związki z Niemcami i zmienić imiona. Dzięki temu, że jego matka pochodziła z mieszanej rodziny polsko-niemieckiej, zaczął przedstawiać się jako Amerykanin polskiego pochodzenia. Na przekór oczekiwaniom rodziców wybrał karierę muzyczną i w wieku 19 lat rozpoczął studia w klasie fortepianu, jednocześnie zaczął obracać się w środowisku artystycznym awangardy Nowego Jorku i zyskał przydomek „bad boy of music”. Studiował kompozycję razem z Ernestem Blochem. Z tego okresu pochodzą jego pierwsze kompozycje. Udało mu się pozyskać sponsorów, którzy ufundowali mu stypendium wysokości 150 dolarów miesięcznie na dalszy muzyczny rozwój. W 1922 roku wyemigrował do Europy i osiadł w Berlinie, debiutował tamże w 1922 roku dzięki wsparciu Mary Curtis Bok, grał swoje wirtuozowskie kompozycje fortepianowe Mary Louise Curtis. Koncertował również w Wiedniu i Budapeszcie, w tym ostatnim mieście poznał przyszłą żonę, Böske Markus. W 1923 roku przeprowadził się do Paryża, w którym miał nadzieję tworzyć bardziej awangardową muzykę niż dotąd.
W Paryżu poznał kubistę Fernanda Légera, który zamówił u niego muzykę do swojego filmu „Ballet Mécanique”. Antheil postanowił wykorzystać mechanicznie zsynchronizowane szesnaście pianoli, trzy ksylofony, cztery perkusje basowe, tam-tam, dwa fortepiany, siedem elektrycznych dzwonków, pięć syren alarmowych i trzy śmigła od samolotów, ale przyczyny techniczne spowodowały, że ostatecznie nie zdołał skomponować utworu na czas, a Léger zaprezentował w 1924 roku film bez ścieżki dźwiękowej. Ze względu na trudności wykonawcze kompozytor stworzył później kilka mniej wymagających wersji utworu. Z czasem sam Antheil zaprzestał prób zsynchronizowania mechanizmu i zdecydował się nagrać utwór z pomocą pianistów, a jego premiera miała miejsce w czerwcu 1926 roku. Kakofoniczny koncert skończył się ulicznymi zamieszkami.
W kwietniu 1927 roku Antheil zdecydował się zaprezentować „Ballet Mécanique” w nowojorskim Carnegie Hall, tym razem w wykonaniu mechanicznym. Dzieło zostało przez publiczność wyśmiane, po części z powodu złego działania sprzętu. W 1929 roku ponownie wyemigrował i osiadł w Berlinie, w którym objął funkcję asystenta dyrektora muzycznego Stadttheater. W Berlinie wystawił skomponowaną przez siebie awangardową operę „Transatlantyk”, która została dobrze przyjętą przez publiczność i krytykę.
Po dojściu do władzy nazistów stracił możliwość rozwoju, a z powodu żydowskiego pochodzenia żony zdecydował się na wyjazd do USA w 1933 roku, gdzie pracował jako kompozytor muzyki filmowej w Hollywood. W 1940 roku przeżywał kryzys twórczy, wtedy też na przyjęciu u Janet Gaynor poznał aktorkę Hedy Lamarr.
W 1940 roku wydał broszurę „The Shape of the War to Come”, w której precyzyjnie przewidywał udział USA w wojnie światowej. Informacje do broszury uzyskał od brata, Henry’ego, który był kurierem dyplomatycznym amerykańskiej ambasady w Finlandii i miał dostęp do tajnych depesz z informacjami wywiadu.
10 czerwca 1941 roku, wspólnie z Hedy Lamarr, zgłosił wniosek patentowy na system FHSS (ang. Frequency-hopping spread spectrum), polegający na częstych skokowych zmianach częstotliwości nadawanego sygnału radiowego, który miał uniemożliwić przechwycenie i zakłócenie komunikacji z torpedami. Za swoje osiągnięcie uzyskali patent numer 2292387. Synchronizację systemu łączności zapewniały w nim dwie rolki perforowanej taśmy na małych bębnach napędzanych mechanizmem zegarowym, które połączone z układem tłoków, cylindrów, magnesów i przełączników, przekazywały impulsy do oscylatora, modulatora, wzmacniacza i anteny systemu nadawczego. Na każdej z taśm znajdowało się osiem ścieżek perforacji. Łącznie mechanizm umożliwiał naprzemienne użycie 88 częstotliwości fal, tj. tylu, ile klawiszy znajdowało się w pianoli.
Przypuszcza się, że informacje przydatne przy budowie urządzenia Antheil mógł pozyskać od brata, który natomiast mógł uzyskać je od oficerów polskiego wywiadu ewakuowanych latem 1940 roku z państw bałtyckich. W polskich laboratoriach przed wybuchem wojny prowadzone były bowiem na zlecenie Dwójki (m.in. przez warszawską Wytwórnię Radiotechniczną AVA) badania nad wykorzystaniem w łączności radiowej zmiennych częstotliwości, którymi kierował inż. Leonard Danilewicz.
11 sierpnia 1942 roku wynalazek został objęty ochroną patentową na 17 lat. Amerykańska marynarka szybko jednak zrezygnowała z zastosowania systemu ze względu na trudności techniczne i skomplikowanie mechanizmu. Dopiero w 1957 roku Sylvania Electronic Systems zaprojektowała odmianę systemu z zastosowaniem tranzystorów. US Navy użyła go po raz pierwszy w 1962 roku, w czasie blokady Kuby. Dziś system jest powszechnie stosowany w sieciach radiowych standardu 802.11 i GSM.
W 1945 napisał autobiografię Bad Boy of Music.
Zmarł w Nowym Jorku 12 lutego 1959 roku na atak serca.

## Twórczość
W jego twórczości pojawiały się m.in. elementy dźwiękowe czerpiące ze świata maszyn i jazzu. Wykorzystywał niekonwencjonalne przedmioty jako instrumenty, np. śmigła samolotu. Po powrocie do USA zajmował się pisaniem m.in. muzyki filmowej i zbliżył się stylistycznie do muzyki romantycznej.
Wybrane dzieła:
- Airplane Sonata (1921)[11]
- Ballet mécanique (1923–1925)[11]
- Jazz Sonata (1922–1923)[4]
- Sonata Sauvage (1922–1923)[4]
- Transatlantic (1930)[8]
- The Wish (1955) – opera radiowa[12]